# Franprix

Logotyp.

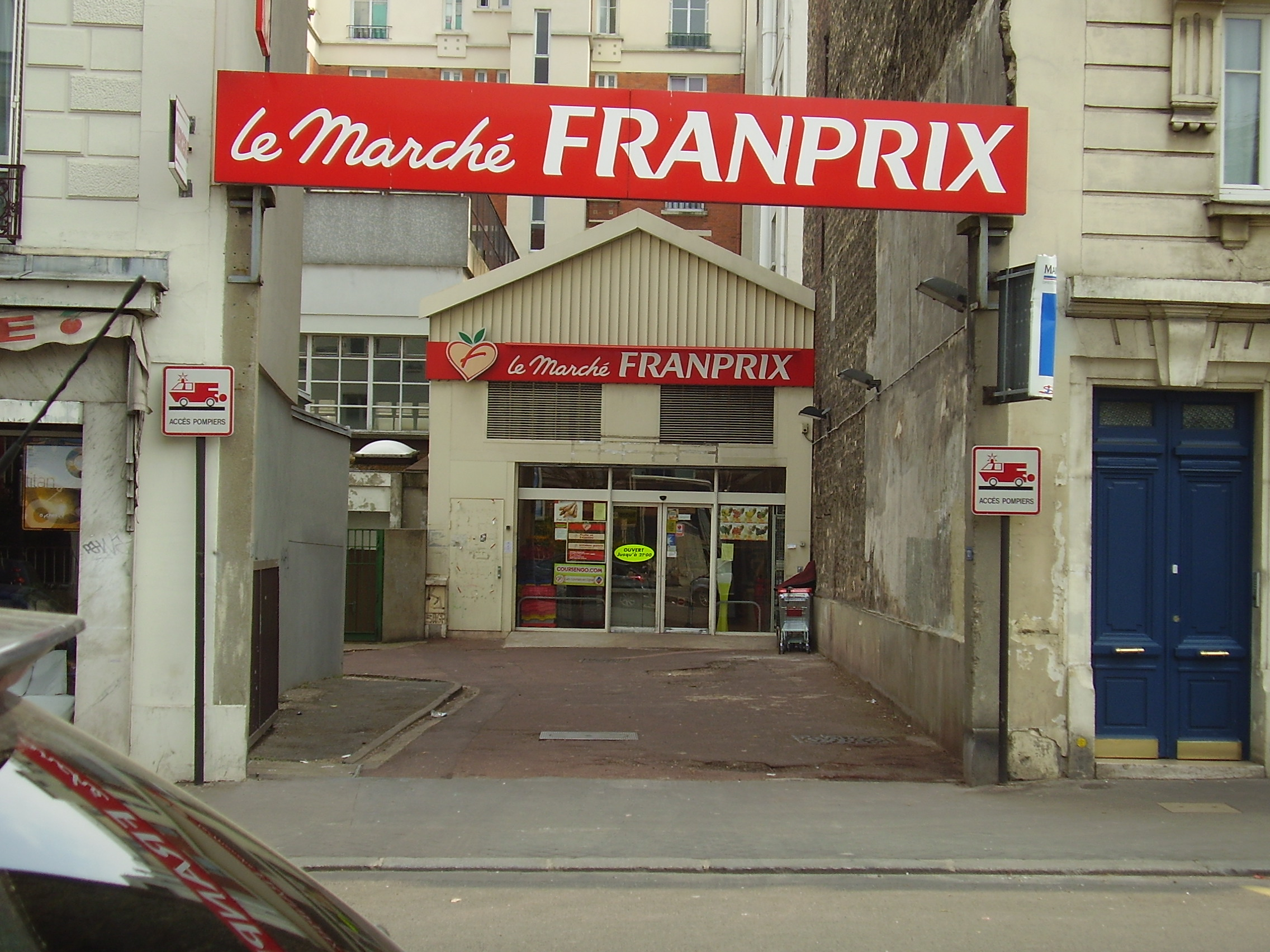
Franprix-affär vid Rue de la Glacière i Paris.

Franprix är en fransk kedja av livsmedelsaffärer. Den grundades 1958 av Jean Baud och har över 600 butiker.